# 尼泊尔共产党（火炬） (1999年)
尼泊尔共产党（火炬）是尼泊尔的一个已不存在的共产主义政党。该党成立于1999年4月6日，从尼泊尔共产党（火炬） (1983年)分裂出来。该党的领导人是蒂娜·纳特·夏尔马。该党曾呼吁抵制选举，支持该国从事武装斗争的尼泊尔共产党 (毛主义)。后来，该党并入尼泊尔共产党（毛主义）。该党原来的领导人夏尔马成为尼泊尔共产党（毛主义）的政治局委员。